# Reg Empey
Reginald Norman Morgan Empey (26 de octubre de 1947) es un político británico de Irlanda del Norte. Fue elegido líder del Partido Unionista del Úlster el 24 de junio de 2005 en sustitución del anterior líder y primer ministro de Irlanda del Norte, David Trimble.
Graduado en Económicas en la Universidad Queen’s de Belfast. En la década de 1960 fue miembro de los Jóvenes Unionistas. Se unió más tarde al United Ulster Unionist Party desde 1977 a 1984. De regreso al Partido Unionista del Úlster, fue elegido Alcalde de Belfast en dos periodos: 1989-1990 y 1993-1994.
Cuando se formó el Gobierno de Irlanda del Norte en 1999, fue designado Ministro de Empresas, Comercio e Inversiones (1999-2002). Fue primer ministro en funciones de Irlanda del Norte en 2001 durante un breve lapso de tiempo mientras duró una crisis de gobierno.
En 2007 es diputado en la Asamblea de Irlanda del Norte y Ministro de Trabajo.